# Jewers Bay
Jewers Bay – zatoka (ang. bay) zatoki Marie Joseph Harbour w kanadyjskiej prowincji Nowa Szkocja, w hrabstwie Guysborough; nazwa urzędowo zatwierdzona 13 lipca 1976.